# John A. Logan

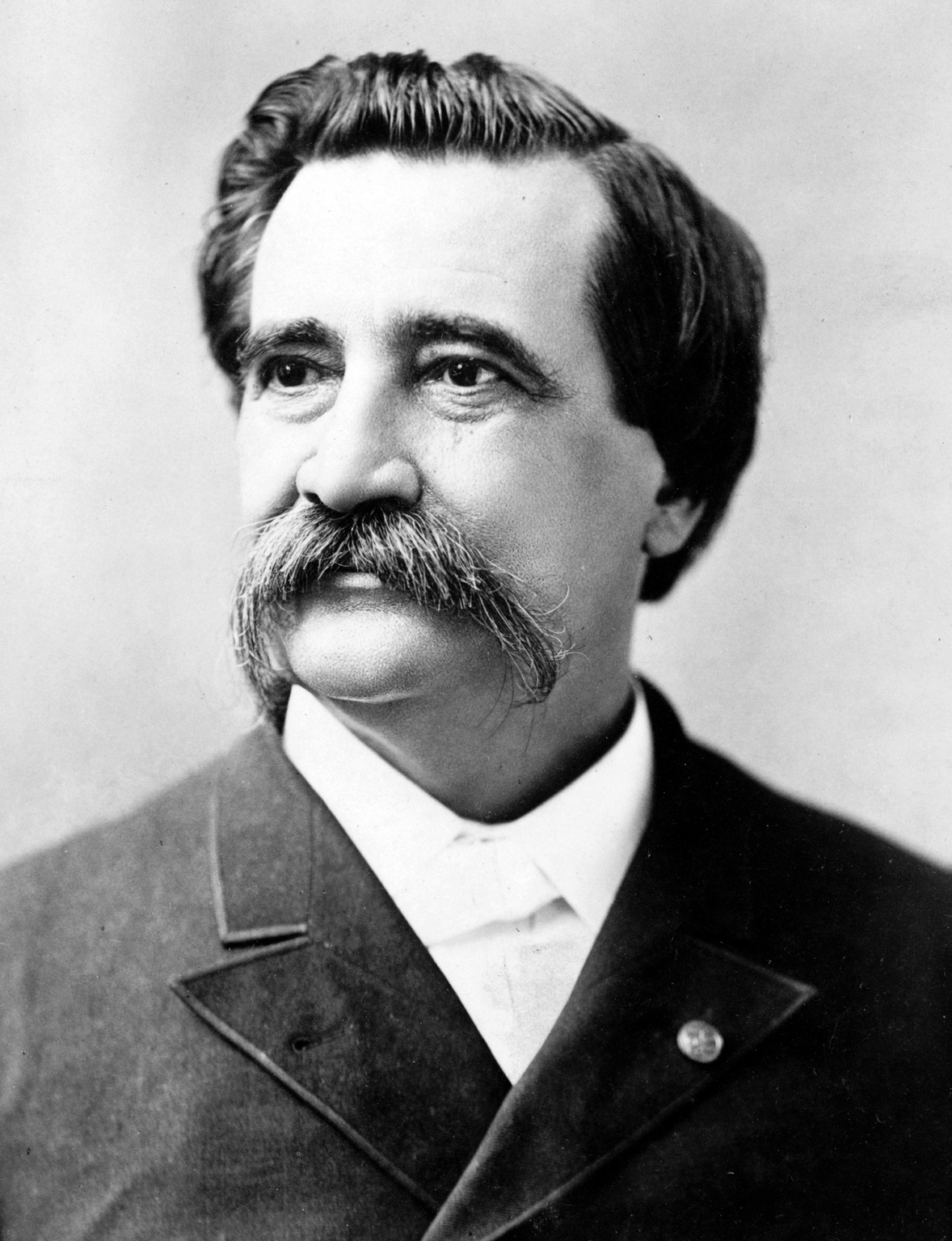
John A. Logan (1886)

John Alexander Logan (* 9. Februar 1826 in Murphysboro, Illinois; † 26. Dezember 1886 in Washington, D.C.) war ein US-amerikanischer Generalmajor und Politiker, der den Bundesstaat Illinois in beiden Kammern des Kongresses vertrat. Er war außerdem der Kandidat der Republikanischen Partei für die US-Vizepräsidentschaft an der Seite von James G. Blaine bei der Präsidentschaftswahl 1884.

## Leben
Nach dem Schulbesuch studierte er die Rechtswissenschaften und diente während des Mexikanisch-Amerikanischen Krieges zwischen 1846 und 1848 als Leutnant in der US Army. Nach seiner Rückkehr nach Illinois wurde er zunächst 1849 Protokollführer (Clerk) am Bezirksgericht des Jackson County und setzte nebenbei sein Studium der Rechtswissenschaften fort. Nach Abschluss des Studiums erhielt er 1852 die Zulassung zum Rechtsanwalt.
Noch im gleichen Jahr begann er seine politische Laufbahn mit der Wahl ins Repräsentantenhaus von Illinois. Zwischen 1853 und 1857 war er Staatsanwalt des 3. Gerichtsbezirks von Illinois und zugleich von 1856 bis 1857 wieder Mitglied des Staatsparlaments. Als Vertreter der Demokratischen Partei war er bei der Präsidentschaftswahl in den Vereinigten Staaten 1856 als Wahlmann auch Mitglied des Electoral College.
1858 wurde er als Demokrat zum Abgeordneten im Repräsentantenhaus der Vereinigten Staaten gewählt und gehörte diesem als Vertreter des 9. Wahlbezirks vom 4. März 1859 bis zum 2. April 1862 an. Während dieser Zeit war er Vorsitzender des Ausschusses für Revision und unerledigte Geschäfte (Committee on Revisal and Unfinished Business).
Am 2. April 1862 schied er freiwillig aus dem Repräsentantenhaus aus, um während des Bürgerkrieges in der Unionsarmee zu dienen. Logan kämpfte zunächst als Oberst in der Armee von Ulysses S. Grant am westlichen Kriegsschauplatz und nahm am 7. November 1861 an der Schlacht von Belmont teil, wo sein Pferd unter ihm getötet wurde. Am 15. Februar 1862, kurz nach der Schlacht um Fort Donelson wurde er zum Brigadegeneral ernannt.  Während der Belagerung von Corinth befehligte John A. Logan die 4th Brigade und dann die 1st Division der Army of the Tennessee. Am 29. November 1862 wurde er zum Generalmajor der Freiwilligenarmee befördert. In Grants Vicksburg-Feldzug befehligte Logan die 3. Division des XVII. Korps von James B. McPherson, dessen Truppen im Juli 1863 als erste in die Stadt Vicksburg einmarschierten. Logan war dann  Militärgouverneur der Stadt. Im November 1863 trat er die Nachfolge von William T. Sherman im Oberkommando des XV. Korps an. Nach dem Tod von James B. McPherson am 22. Juli 1864 war er für kurze Zeit Oberbefehlshaber der Army of the Tennessee. Er wurde kurz danach durch Oliver O. Howard ersetzt und kehrte zu den Wahlen von 1864 nach Illinois zurück. Logan war enttäuscht darüber, dass Howard dann ständiger Kommandeur der Armee der Tennessee blieb, er kam jedoch in die Armee zurück und befahl dann im Frühjahr 1865 unter Howard wieder das XV. Korps in Shermans Carolina-Feldzug, zuletzt in der Schlacht von Bentonville, wo seine Truppen aber nicht mehr in den Kampf kamen. Im Dezember 1864 war er von Grant als Nachfolger des erfolglosen Generalmajors George Henry Thomas zum Befehlshaber der US Army in der Schlacht von Nashville ernannt worden, hatte diese aber wegen des Beginns der Schlacht nicht mehr führen können, so dass Generalmajor Thomas de facto im Amt blieb.
Nach seinem Ausscheiden aus der Armee setzte er seine politische Laufbahn fort und wurde 1866 als Vertreter der Republikanischen Partei erneut zum Mitglied des US-Repräsentantenhauses gewählt. Dort vertrat er vom 4. März 1867 bis zum 3. März 1871 erneut seinen Heimatstaat als Congressman-at-Large. Während seiner Zeit als Abgeordneter wurde er 1868 vom Kongress zu einem der Leiter des Amtsenthebungsverfahrens (Impeachment) gegen US-Präsident Andrew Johnson ernannt. Im Mai 1868 entwickelte er die Idee des Memorial Day zu Ehren der im Krieg für das Vaterland Gefallenen und führte die ersten Feierlichkeiten am 30. Mai 1868 durch.
Ende 1870 wurde er dann zum US-Senator gewählt und gehörte diesem als Vertreter von Illinois vom 4. März 1871 bis zum 3. März 1877 an. Während dieser Zeit war er auch von 1872 bis 1877 Vorsitzender des Senatsausschusses für Militärangelegenheiten. 1876 kandidierte er für die Wiederwahl in den Senat, unterlag jedoch dem unabhängigen Kandidaten David Davis. Im Anschluss war er zunächst als Rechtsanwalt in Chicago tätig.

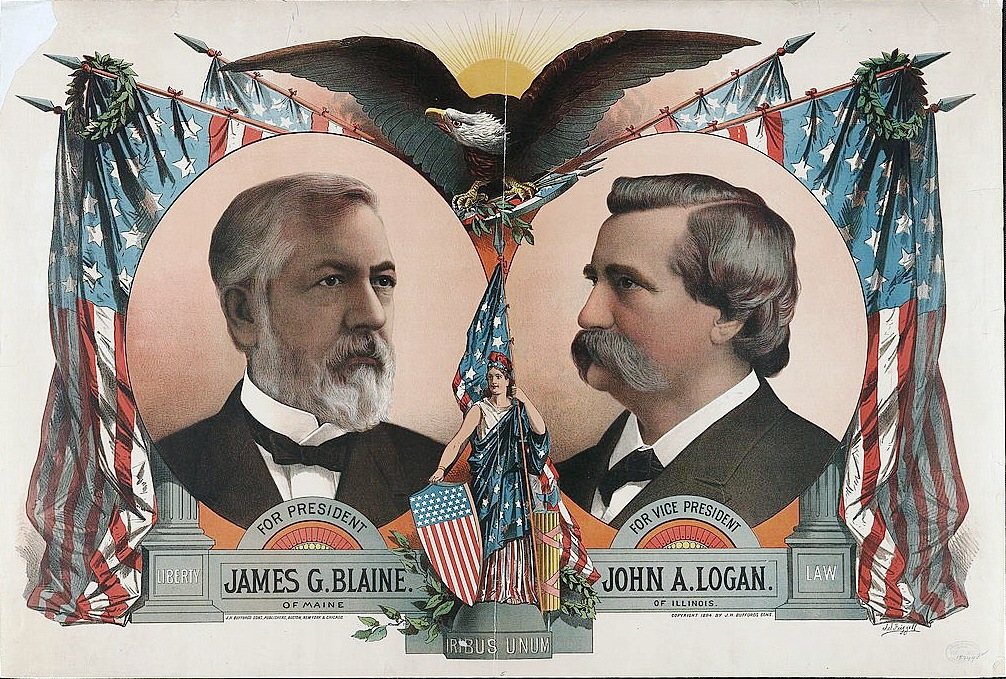
Wahlposter 1884

1879 wurde er jedoch erneut zum Senator gewählt und bekleidete diesmal den zweiten Senatssitz (Senator Class 3) seines Heimatstaates vom 4. März 1879 nach seiner Wiederwahl 1885 bis zu seinem Tod am 26. Dezember 1886. Zwischen 1881 und 1886 war er erneut Vorsitzender des Senatsausschusses für Militärangelegenheiten (Committee on Military Affairs).
Bei der Präsidentschaftswahl 1884 kandidierte er für die Republikanische Partei erfolglos neben Präsidentschaftskandidat James G. Blaine als Vizepräsident. Sie unterlagen den Demokraten Grover Cleveland und Thomas A. Hendricks nur knapp mit 48,5 zu 48,2 Prozent der Wählerstimmen.
Nach seinem Tode wurde ihm die seltene Ehre zuteil, vom 30. bis zum 31. Dezember 1886 auf dem Lincoln-Katafalk in der Rotunde des Kapitols aufgebahrt zu werden. Danach erfolgte seine Beisetzung auf dem Nationalfriedhof Arlington. Ihm zu Ehren wurden das Logan County in Colorado, das Logan County in Kansas und das Logan County in Oklahoma benannt. John A. Logan war ein Mitglied im Bund der Freimaurer, zu seinem Gedenken wurde 1888 eine Freimaurerloge (Logan Lodge No. 575, Indiana) nach ihm benannt.